# Hạ Áo
Hạ Áo (tiếng Đức: Niederösterreich [ˈniːdɐˌʔøːstɐʁaɪ̯ç] ⓘ; tiếng Séc: Dolní Rakousy; tiếng Slovak: Dolné Rakúsko) là một trong 9 bang của Cộng hòa Áo, là bang lớn nhất về diện tích và thứ nhì về dân số. Hạ Áo có ranh giới về phía bắc với các vùng Nam Bohemia và Nam Moravia của Cộng hòa Séc, về phía đông bắc với các vùng Trnava và Bratislava của Slovakia, về phía đông giáp giáp với các vùng Győr-Moson-Sopron và Vas của Hungary, về phía đông nam với bang Burgenland, về phía nam với bang Steiermark và về phía tây với bang Oberösterreich. Hạ Áo bao bọc hoàn toàn tiểu bang Viên, mà cho đến 1922 vẫn thuộc về Hạ Áo.

## Địa lý
Nằm ở phía Đông của Thượng Áo, Hạ Áo lấy tên từ vị trí dưới đáy sông Danube, chảy từ tây sang đông. Hạ Áo có biên giới quốc tế, dài 414 km (257 dặm), với Cộng hòa Séc (chủ yếu là Nam Moravia) và Slovakia. Nhà nước có ranh giới bên ngoài dài nhất thứ hai của tất cả các tiểu bang Áo. Nó cũng giáp với các bang Áo Áo, Styria và Burgenland cũng như quanh Vienna.
Hạ Áo được chia thành bốn khu vực, được gọi là Viertel (khu):
- Weinviertel hoặc Tertiary Lowland (dưới Manhartsberg)
- Waldviertel hoặc cao nguyên Bohemian (phía trên Manhartsberg)
- Mostviertel (phía trên Vienna Woods)
- Industrieviertel (bên dưới rừng Vienna).

Các khu vực này có cấu trúc địa lý khác nhau. Trong khi Mostviertel bị chi phối bởi chân núi của dãy núi Alps Limestone với những ngọn núi cao tới 2.000 m (AA), phần lớn Waldviertel là một cao nguyên đá granit. Vùng đồi núi Weinviertel nằm về phía đông bắc, đi xuống vùng đồng bằng Marchfeld ở phía đông của bang, và được Danube tách khỏi lưu vực Vienna xuống phía nam, sau đó được tách ra khỏi rừng Vienna bằng một dòng suối nước nóng (The Thermenlinie) chạy từ bắc xuống nam.

### Núi
- Scheiblingstein (2,197 m)
- Schneeberg (Klosterwappen; 2,076 m)
- Rax (Scheibwaldhöhe; 1,943 m; điểm cao nhất: Heukuppe; 2,007 m – Styria)
- Ötscher (1,893 m)
- Dürrenstein (1,878 m)
- Schneealpe (Ameisbühel; 1,828 m; điểm cao nhất: Windberg; 1,903 m – Styria)
- Hochkar (1,808 m)
- Gamsstein (1,774 m)
- Stumpfmauer (1,770 m)
- Göller (1,766 m)
- Hochwechsel (1,743 m)
- Gippel (1,669 m)
- Großer Sonnleitstein (1,639 m)
- Großer Zellerhut (1,639 m)
- Gemeindealpe (1,626 m)
- Drahtekogel (1,565 m)
- Sonnwendstein (1,523 m)
- Obersberg (1,467 m)
- Königsberg (1,452 m)
- Großer Sulzberg (1,400 m)
- Reisalpe (1,399 m)
- Gahns (1,380 m)
- Tirolerkogel (1,377 m)
- Türnitzer Höger (1,372 m)
- Unterberg (1,342 m)
- Traisenberg (1,230 m)
- Dürre Wand (1,222 m)
- Hohenstein (1,195 m)
- Eisenstein (1,185 m)
- Hohe Wand (1,132 m)
- Großer Peilstein (1,061 m)
- Weinsberg (1,041 m)
- Hocheck (1,036 m)
- Nebelstein (1,017 m)
- Eibl (1,007 m)
- Hohe Mandling (967 m)
- Jauerling (961 m)
- Anninger (675 m)
- Buschberg (491 m)